# Spoorlijn Küstrin-Kietz - Frankfurt (Oder)
De spoorlijn Küstrin-Kietz - Frankfurt (Oder) is een voormalige spoorlijn tussen de steden Küstrin-Kietz en Frankfurt (Oder). De 28,7 km lange spoorlijn loopt aan de westzijde van de rivier de Oder en komt onder meer langs de plaatsen Reitwein, Podelzig en Lebus.

## Geschiedenis
De spoorlijn is in 1857 geopend als onderdeel van de verbinding Berlijn - Koningsbergen, de Pruisische Oostbaan. In Frankfurt aan de Oder sloot de lijn aan op de enkele jaren eerder geopende verbinding tussen Berlijn en Breslau, de Nedersilezische-Märkische spoorlijn. In 1867 kwam er de directe verbinding van de Pruisische Oostbaan tussen Küstrin en Berlijn tot stand, en verloor de spoorlijn tussen Küstrin en Frankfurt aan betekenis.
Nadat in 1877 de lijn van Stettin via Küstrin naar Breslau gereed kwam, werd de lijn weer van belang. Ze werd nu deel van een doorgaande verbinding vanuit Sachsen naar de haven van Stettin.
Tussen 1910 en 1917 werd in het noordwesten van Frankfurt een groot rangeerterrein gebouwd. Om goederentreinen uit Küstrin direct te kunnen bereiken, werd een directe verbinding tussen Lebus en Booßen op de lijn Eberswalde-Frankfurt gebouwd. De route van Lebus naar Frankfurt via Grube Vaterland (Kliestow) werd toen alleen gebruikt voor passagiersverkeer.
Na 1945 lag de lijn in het grensgebied met Polen en was doorgaand verkeer van Küstrin-Kietz naar het overzijde van de Oder gelegen Poolse Kostrzyn niet meer mogelijk. De spoorlijn werd teruggebracht naar enkel spoor en had nog slechts een regionale en militaire betekenis. De sporen tussen Lebus en Frankfurt via (Kliestow) werden gedemonteerd.
Door een fout van een wisselwachter en ontoereikende veiligheidsuitrusting ontstond in de nacht van 26 op 27 juni 1976 in Lebus een botsing tussen een misplaatste sneltrein en een goederentrein. 29 mensen werden gedood.
Over de lijn werden tot 1996 passagiersdiensten uitgevoerd. In 2000 werd de dienst gestopt. In 2006 is de spoorlijn opgebroken.

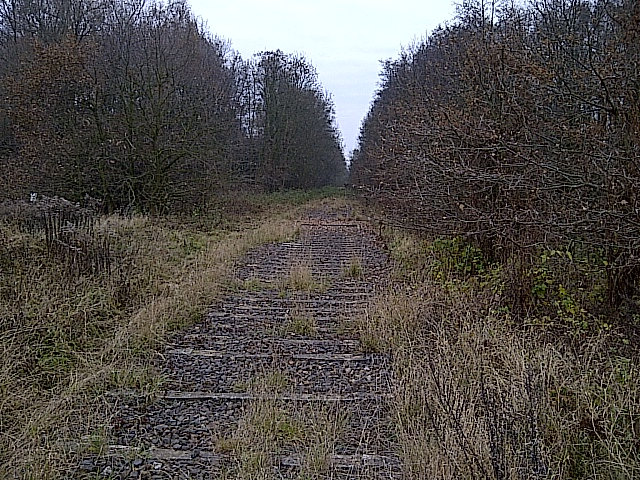
Resten van de voormalige spoortlijn, ten noorden van Reitwein